# IC 3390
IC 3390 ist eine Balken-Spiralgalaxie vom Hubble-Typ (R)SBa? im Sternbild Coma Berenices am Nordsternhimmel. Sie ist schätzungsweise 753 Millionen Lichtjahre von der Milchstraße entfernt.
Das Objekt wurde am 23. März 1903 vom deutschen Astronomen Max Wolf entdeckt.